# Шава (Нижньогородська область)
Шава (рос. Шава) — село в Кстовському районі Нижньогородської області Російської Федерації.
Населення становить 356 осіб. Входить до складу муніципального утворення Запрудновська сільрада.

## Історія
Від 2009 року входить до складу муніципального утворення Запрудновська сільрада.

## Населення
| 2002 | 2010 |
| ---- | ---- |
| 425  | ↘356 |